# Brendan Croker
Brendan Christopher Croker (Bradford, 15 agosto 1953 – Leeds, 10 settembre 2023) è stato un cantautore, chitarrista e compositore britannico.

## Biografia
Nato nel West Yorkshire nell'agosto del 1953 da genitori di origine irlandese, Michael ed Eileen, dopo le prime esperienze musicali nel periodo scolastico – durante il quale canta nel gruppo Dynamite Twins – negli anni '70 studia scultura all'Art College dello Sheffield Polytechnic conseguendo un Bachelor of Arts.
A Leeds viene in contatto con il chitarrista-liutaio Steve Phillips, una sorta di filologo del delta blues, con cui forma il duo Nev & Norris. Negli anni '80 fa la sua apparizione su diversi dischi il cui ricavato è destinato a iniziative di carattere sociale e contemporaneamente, formato il gruppo The Five O’Clock Shadows, incide il suo vero esordio discografico – A Close Shave – un disco di cover uscito per la Unamerican Activities nel 1986. Con i 5 O’Clock Shadows, la cui formazione nel frattempo viene ampiamente rimaneggiata, registra altri due dischi: uno per la Red Rhino e uno, omonimo e contenente stavolta canzoni originali, per la major Silvertone nel 1989. Per la Silvertone era già uscito l'anno prima il disco On the Big Hill, colonna sonora di un documentario su una spedizione britannica sul monte Everest, composta a quattro mani con Guy Fletcher; la stessa etichetta avrebbe poi ristampato anche il precedente Boat Trips in the Bay, del 1987, altro album costituito in buona parte da cover.
Nel frattempo, un progettato album in duo con Steve Phillips finisce per diventare, nel 1990, il fortunato Missing...Presumed Having a Good Time dei Notting Hillbillies, gruppo che include anche i due membri dei Dire Straits Guy Fletcher e Mark Knopfler (il quale pure aveva suonato a fianco di Phillips negli anni '70) e il chitarrista pedal-steel Paul Franklin. Poco prima della pubblicazione del disco, nell'ottobre del 1989, funge per un'unica volta da secondo chitarrista in occasione di un concerto dei Dire Straits presso il Mayfair Ballroom di Newcastle.
Sciolti i cosiddetti Shads, all'inizio degli anni '90, Croker pubblica un album interamente strumentale dedicato alle origini della chitarra country-blues in America e uno con Jon Langford dei Mekons (dei quali Croker era stato in precedenza una sorta di "membro aggiunto") sotto il nome di Dim Subooteyo; quindi si trasferisce per un certo periodo a Nashville, dove registra il disco The Great Indoors, a cui partecipano tra gli altri, oltre ai già citati Knopfler e Franklin, Chet Atkins, Tony Joe White e Barry Beckett. Terminato il rapporto con la Silvertone, le successive uscite discografiche vedono l'attività di Croker gravitare soprattutto attorno al Belgio, dove incide due dischi con i Serious Offenders e ne pubblica altri due a cavallo della metà degli anni '90. L'ultimo disco pubblicato, Life Is Almost Wonderful, risale al 2002 e lo vede come coautore e chitarrista al fianco di Kevin Coyne. Il disco è stato ripubblicato nel settembre del 2020 con un DVD aggiuntivo.
Sul piano musicale, Croker ha continuato la sua carriera soprattutto attraverso serie tematiche di concerti (le Dying to Sing Nights, dedicate ai musicisti che hanno “sacrificato” le proprie vite per arricchire le vite altrui, e il tour What Part of NO Is It You Don't Understand?, dedicato alle canzoni di protesta), e alcuni tour di nuovo assieme a Steve Phillips o con Bruno Deneckere. Negli ultimi anni ha però ripreso a dedicarsi alla scultura, effettuando alcune esposizioni in Belgio (We Only Look Like Fools nel 2008 e How We See Things nel 2010).
Morì per le conseguenze di una leucemia nel settembre del 2023, all'età di 70 anni.

## Discografia
- A Close Shave (1986)
- Boat Trips in the Bay (1987)
- The Official Bootleg: Brendan Croker & the 5 O'Clock Shadows Live at the Front Page (1987)
- On The Big Hill (1988) - soundtrack (con Guy Fletcher)
- Brendan Croker and the 5 O'Clock Shadows (1989)
- Country Blues Guitar (1990) - strumentale
- The Great Indoors (1991)
- Time Off (1992)
- Made in Europe (1993)
- Redneck State of The Art (1995)
- The Kershaw Sessions (1995)
- Three Chord Lovesongs (1996)
- Not Just a Hillbilly... More Like a Best of Brendan Croker (2000)
- Life Is Almost Wonderful (Kevin Coyne & Brendan Croker)